# Казе Цаги (Ровиго)
Казе Цаги је насеље у Италији у округу Ровиго, региону Венето.
Према процени из 2011. у насељу је живело 33 становника. Насеље се налази на надморској висини од 9 м.